# كانون سوزوكي
كانون سوزوكي (باليابانية: 鈴木香音؛ بالكانا: すずき かのん) هي مغنية يابانية، ولدت في 5 أغسطس 1998 في آيتشي في اليابان.

## وصلات خارجية
- كانون سوزوكي على موقع ميوزك برينز (الإنجليزية)
- كانون سوزوكي على موقع ديسكوغز (الإنجليزية)